# Заслуженный строитель Российской Федерации
«Заслу́женный строи́тель Росси́йской Федера́ции» — почётное звание, входящее в систему государственных наград Российской Федерации.

## Основания для присвоения
Звание «Заслуженный строитель Российской Федерации» присваивается высокопрофессиональным инженерно-техническим работникам строительных, производственных, конструкторских и научно-исследовательских организаций, а также организаций промышленности строительных материалов за личные заслуги:
- в строительстве высококачественных зданий и сооружений, имеющих большую архитектурную ценность, соответствующих сложившемуся в районе застройки архитектурно-строительному ансамблю, при строительстве которых использовались современные высококачественные энергосберегающие и экологически чистые материалы;
- в разработке, внедрении и применении новых строительных технологий и материалов, позволяющих существенно повысить качество, долговечность и экологичность возводимых объектов при снижении себестоимости их строительства;
- в реализации крупных проектов по строительству высококачественного социального жилья и реконструкции ветхого жилищного фонда;
- в создании на территории Российской Федерации нового производства высококачественных, экологически чистых строительных материалов с применением современного высокотехнологичного оборудования, способствующего повышению качества и конкурентоспособности производимой продукции, улучшению её потребительских свойств;
- в подготовке квалифицированных кадров для строительной промышленности и промышленности строительных материалов.

Почётное звание «Заслуженный строитель Российской Федерации» присваивается, как правило, не ранее чем через 20 лет с начала осуществления профессиональной деятельности в организациях строительного комплекса Российской Федерации и при наличии у представленного к награде лица отраслевых наград (поощрений) федеральных органов государственной власти или органов государственной власти субъектов Российской Федерации.

## Порядок присвоения
Почётные звания Российской Федерации присваиваются указами Президента Российской Федерации на основании представлений, внесённых ему по результатам рассмотрения ходатайства о награждении и предложения Комиссии при Президенте Российской Федерации по государственным наградам.

## История звания
Почётное звание «Заслуженный строитель Российской Федерации» установлено Указом Президента Российской Федерации от 30 декабря 1995 года. Тем же указом утверждено первоначальное Положение о почётном звании, в котором говорилось:
Почётное звание «Заслуженный строитель Российской Федерации» присваивается высокопрофессиональным работникам строительства, промышленности строительных материалов, строительной индустрии за заслуги в производственной деятельности, разработке и внедрении прогрессивных проектов и технологий, передового опыта организации работ, механизации и автоматизации труда, достижении высокой эффективности производства и качества строительно-монтажных работ и работающим в строительных, научно-исследовательских, проектных, проектно-изыскательских, монтажных и других организациях 15 и более лет.
В настоящем виде Положение о почётном звании утверждено Указом Президента Российской Федерации от 7 сентября 2010 года № 1099 «О мерах по совершенствованию государственной наградной системы Российской Федерации».

## Нагрудный знак
Нагрудный знак имеет единую для почётных званий Российской Федерации форму и изготавливается из серебра высотой 40 мм и шириной 30 мм. Он имеет форму овального венка, образуемого лавровой и дубовой ветвями. Перекрещенные внизу концы ветвей перевязаны бантом. На верхней части венка располагается Государственный герб Российской Федерации. На лицевой стороне, в центральной части, на венок наложен картуш с надписью — наименованием почётного звания.
На оборотной стороне имеется булавка для прикрепления нагрудного знака к одежде. Нагрудный знак носится на правой стороне груди.

## Переходный период
В России до принятия Указа Президента Российской Федерации от 30 декабря 1995 года № 1341 действовали правовые акты об установлении почётных званий РСФСР. После изменения наименования государства с «Российская Советская Федеративная Социалистическая Республика» на «Российская Федерация» (см. Закон РСФСР от 25 декабря 1991 года № 2094-I) в названиях всех почётных званий наименование «РСФСР» было заменено словами «Российской Федерации», таким образом, с 1992 года до 30 марта 1996 года производилось присвоение однотипного почётного звания РСФСР, существовавшего с 1961 года, с тождественным современному наименованием.